# Нагиев, Дилгам Гейдар оглы
Дилгам Гейдар оглы Нагиев (азерб. Dilqəm Heydər oğlu Nağıyev; 24 июня 1975 — 17 марта 1995) — военнослужащий Вооружённых сил Республики Азербайджан, Национальный Герой Азербайджана (1995).

## Биография
Родился Дилгам Нагиев 24 июня 1975 года в городе Мингечевире, Азербайджанской ССР. В 1990 году после окончания восьмого класса Мингечевирской городской средней школы № 9 продолжил обучение в профессионально-техническом училище № 69, где получил профессию слесаря-электрика. 7 августа 1993 года был призван районным военным комиссариатом на действительную военную службу в Национальную армию Азербайджана. После прохождения военной подготовки в одной из воинских частей города Баку его подразделение было направлено в Гянджу, а оттуда в Физулинский район где он принимал участие в боевых действиях.
Здесь, в Физулинском районе, состоялся его первый бой. Он проявлял мужество и героизм при защите сёл Ахмедбейли, Махмудлу, Бала Бахманли, Беюк Бахманли, Кюрдрмахмудлу. Командиры высоко ценили боевую способность Нагиева. За короткое время ему было присвоено воинское звание — сержант. Постоянно совершенствовал своё мастерство в военном деле, изучал различные виды оружия и их применение на поле боя.
В марте 1995 года, группа вооружённых незаконных бандформирований выступила против действующей государственной политики Азербайджана. 13 марта 1995 года подразделение, в котором служил Дилгам, чтобы предотвратить попытку переворота, было направлено к месту противостояний в Товуз-Агстафинской зоне. Нагиев принимал участие в подавлении и нейтрализации незаконных формирований, бывших членов отряда полиции особого назначения, действующих с целью Государственного переворота в Азербайджанской Республики. В вооружённом столкновении с государственными преступниками Дилгам в результате обстрела с противоположной стороны получил тяжёлое смертельное ранение, от последствий которого 17 марта 1995 года скончался.
Дилгам Нагиев был не женат.

## Память
Указом Президента Азербайджанской Республики № 307 от 4 апреля 1995 года Дилгаму Гейдар оглы Нагиеву было присвоено звание Национального Героя Азербайджана (посмертно).
Похоронен в Аллее Шехидов города Мингечевир Республики Азербайджан.
Его именем названа средняя школа № 9, в которой Дилгам Нагиев проходил обучение. Перед зданием школы установлен бюст Национальному Герою Азербайджана.